# Henri Tournade
Pour les articles homonymes, voir Tournade.
Henri Tournade, né le 5 novembre 1850 à Paris où il est mort le 11 décembre 1925, est un homme politique français.

## Biographie
Entré à l'école militaire de Saint-Cyr en 1869, il quitte l'armée en 1884 après avoir servi en Algérie. Il dirige une entreprise de transports à Paris, et devient président de la chambre syndicale des transports de Paris. Membre de la Ligue des patriotes, il est élu conseiller municipal de Paris de 1900 à 1903 et député de la Seine de 1902 à 1919, inscrit au groupe des Républicains nationalistes puis à la Fédération républicaine.

## Sources
- « Henri Tournade », dans le Dictionnaire des parlementaires français (1889-1940), sous la direction de Jean Jolly, PUF, 1960 [détail de l’édition]